# Abadia de Bec

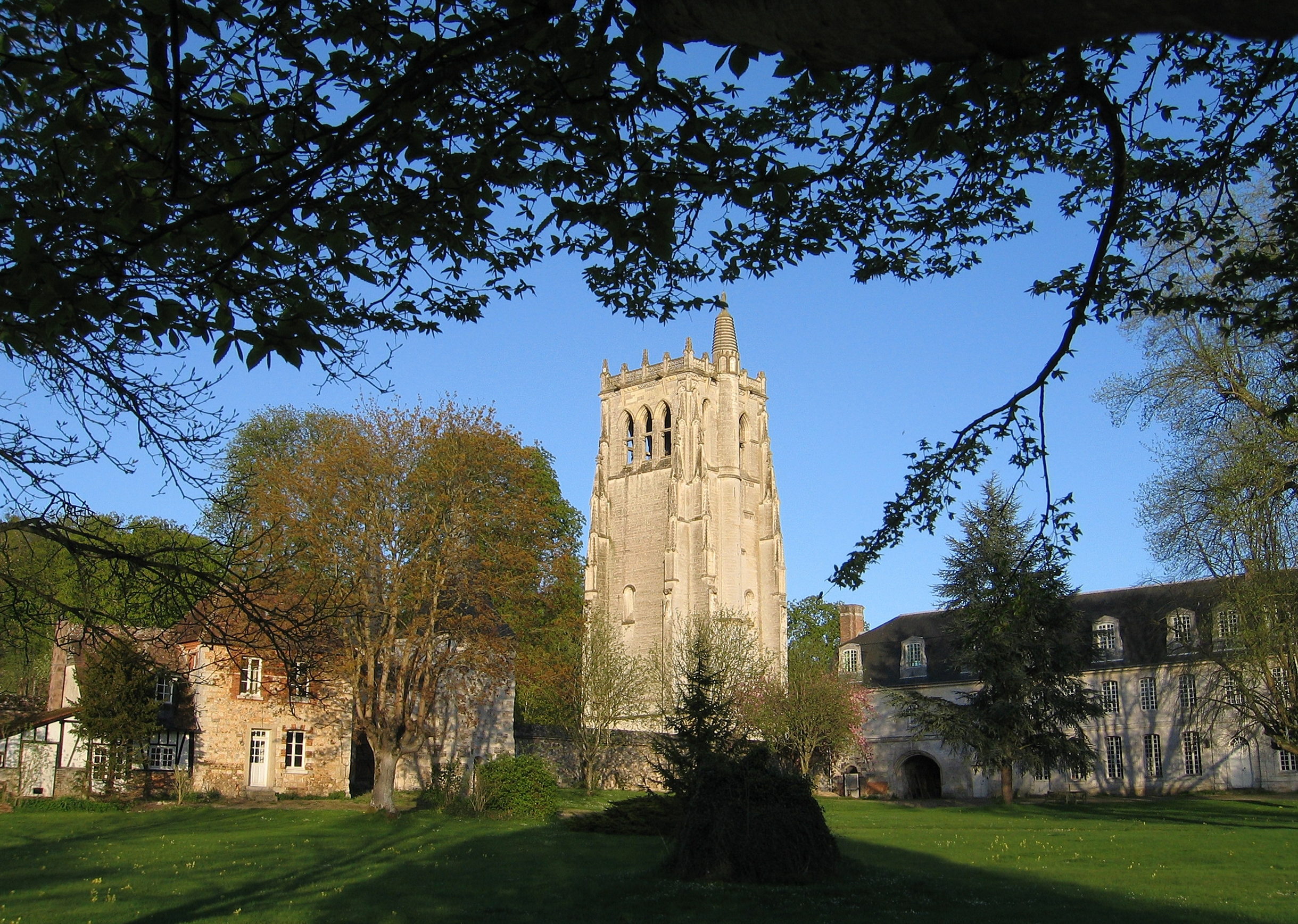
Torre de Santo Estevão, a única porção remanescente da abadia medieval.

Abadia de Nossa Senhora de Bec (em francês:  Abbaye Notre-Dame du Bec), conhecida simplesmente por Abadia de Bec, na região de Le Bec Hellouin, no passado uma das mais influentes abadias do Reino Anglo-Normando do século XII, é uma fundação monástica beneditina no departamento Eure a meio caminho entre Ruão e Bernay.
Como todas as abadias, Bec preservou seus anais históricos, mas, num caso único, seus primeiros abades foram agraciados com biografias individuais pelo monge Milo Crispin. Por causa da influência da abadia nos dois lados do canal, estas "vitae" por vezes revelam informações históricas de grande importância.

## Primeira fundação
A abadia foi fundada em 1034 por Herluin, um cavaleiro normando que, por quatro anos antes, havia deixado a corte de Gilberto, conde de Brionne, para se dedicar à vida consagrada: a comuna de Le Bec Hellouin preserva até hoje seu nome. Cento e trinta e seis monges viveram ali enquanto Herluin estava no comando.
Com a chegada de Lanfranco de Pavia, Bec tornou-se um centro da vida intelectual do século XI. Já famoso por suas aulas em Avranches, Lanfranco veio para lecionar como prior e mestre da escola monástica, mas partiu em 1062 para se tornar abade na Abadia de Santo Estêvão, Caen, e depois arcebispo de Cantuária. O abade seguinte foi Anselmo, que também assumiria a sé de Cantuária; o mesmo se repetiria com o quinto abade, Teobaldo de Bec. Muitos distintos membros do clero, provavelmente incluindo o futuro papa Alexandre II e Santo Ivo de Chartres, estudaram em Bec.
A "Vita" do fundador ("Vida Herluini") foi escrita por Gilberto Crispin, abade de Westminster. Lanfranco também escreveu uma biografia de Herluin e de outros quatro abades em sua "Chronicon Beccense", publicada pela primeira vez em Paris em 1648.
Os seguidores de Guilherme, o Conquistador, apoiavam a abadia, enriquecendo-a com enormes propriedades na recém-conquistada Inglaterra. Bec também possuía e administrava o Priorado de São Neots e diversas outras fundações inglesas, incluindo o Priorado de Goldcliff, em Monmouthshire, fundado em 1113 por Roberto de Chandos. A vila de "Tooting Bec", hoje um subúrbio de Londres, tem este nome por ter se desenvolvido em terras da abadia.
A Abadia de Bec foi danificada durante as Guerras Religiosas e se arruinou completamente durante a Revolução Francesa, com apenas a Tour Saint-Nicolas ("Torre de São Nicolau"), construída no século XV, sobrevivendo do mosteiro medieval.

## Segunda fundação
Em 1948, a abadia foi refundada com o nome de Abbaye de Notre-Dame du Bec ("Abadia de Nossa Senhora de Bec") por monges olivetanos liderados por Dom Grammont, que liderou algumas reformas no local. Ela é atualmente conhecida por suas ligações com o anglicanismo e tem sido visitada por sucessivos arcebispos de Cantuária. A biblioteca abriga a coleção de John Graham Bishop com mais de 5 000 obras sobre o anglicanismo. Ali também se produz uma cerâmica muito famosa na região.

## Lista de abades
A lista a seguir contém todos os abades de 1034 até o final do século XVIII:
- 1034–1078: Herluin (ou Hellouin)
- 1078–1093: Anselmo (futuro arcebispo de Cantuária)
- 1093–1124: Guillaume de Montfort-sur-Risle
- 1124–1136: Boson
- 1136–1138: Teobaldo (futuro arcebispo de Cantuária)
- 1139–1149: Létard
- 1149–1179: Rogério de Bailleul (Roger; eleito arcebispo de Cantuária, mas recusou o posto)
- 1179–1187: Osbern
- 1187–1194: Rogério II
- 1195–1197: Gauthier
- 1197–1198: Hugo de Cauquainvilliers (Hughes)
- 1198–1211: Guillaume Le Petit
- 1211–1223: Ricardo de Saint-Léger (Richard), dito de Bellevue (futuro bispo de Évreux)
- 1223–1247: Henri de Saint-Léger
- 1247–1265: Roberto de Clairbec
- 1265–1272: Jean de Guineville
- 1272–1281: Pierre de la Cambe
- 1281–1304: Ymer de Saint-Ymer
- 1304–1327: Gilbert de Saint-Étienne
- 1327–1335: Geoffroy Faé (afterwards Bishop of Évreux)
- 1335–1351: Jean des Granges
- 1351–1361: Robert de Rotes alias Couraye
- 1361–1388: Guillaume de Beuzeville alias Popeline
- 1388–1391: Estout d’Estouteville
- 1391–1399: Geoffroy Harenc
- 1399–1418: Guillaume d’Auvillars
- 1418–1430: Robert Vallée
- 1430–1446: Thomas Frique
- 1446–1452: Jean de La Motte
- 1452–1476: Geoffroy d’Épaignes
- 1476–1484: Jean Boucard
- 1484–1491: Robert d’Évreux
- 1491–1515: Guillaume Guérin
- 1515–1515: Jean Ribault
- 1515–1520: Adrien Gouffier de Boissy (cardeal em 1515, também bispo de Coutances e administrador da diocese de Albi)
- 1520–1533: Jean d'Orléans-Longueville (também arcebispo de Toulouse e bispo de Orléans; cardeal em 1533)
- 1534–1543: Jean Le Veneur (também bispo de Lisieux)
- 1544–1557: Jacques d'Annebaut (cardeal em 1544; também Bishop of Lisieux)
- 1558–1572: Luís de Lorraine (cardeal em 1553, também sucessivamente bispo de Troyes, arcebispo de Sens e bispo de Metz)
- 1572–1591: Claude de Lorraine
- 1591–1597: Emeric de Vic
- 1597–1661: Dominique de Vic (também bispo de Auch)
- 1761–1764: vacante
- 1664–1707: Jacques-Nicolas Colbert (também arcebispo de Ruão)
- 1707–1717: Roger de La Rochefoucauld
- 1717–1771: Louis de Bourbon-Condé
- 1771–1782: vacante
- 1782–1790: Yves-Alexandre de Marbeuf (também bispo de Autun, em seguida arcebispo de Lyon)